# Otakar Korec
Otakar Korec (26. listopadu 1908 Nejdek – 5. června 1940 Argœuves) byl český stíhací pilot, příslušník československé armády v zahraničí a oběť druhé světové války.

## Život

### Před druhou světovou válkou
Otakar Korec se narodil 26. listopadu 1908 v Nejdku v rodině četnického strážmistra Jakuba Korce a jeho ženy Boženy jako nejmladší ze čtyř dětí. Rodina se v roce 1913 přestěhovala na Královské Vinohrady. Absolvoval pětitřídní obecnou chlapeckou školu a mezi lety 1919 a 1925 studium na II. české státní reálce v Praze. Začal zabývat letectvím a v roce 1926 nastoupil do armádní Školy pro letecký dorost v Prostějově, kterou dokončil o rok později. Mezi lety 1933 a 1935 vystudoval Vojenskou akademii v Hranicích, kterou ukončil poručíka letectva. V roce 1934 navíc jako externí kandidát složil civilní maturitu. Následovaly další zdokonalovací kurzy a zvyšování odborné kvalifikace v rámci jeho další služby u Leteckého pluku 2 v Olomouci. V období všeobecné mobilizace na podzim 1938 zastával post velitele 51. letky disponující stroji Avia B-534 na letišti v Prostějově.

### Druhá světová válka
Po německé okupaci v březnu 1939 Otakar Korec za pomoci Svazu letců republiky Československé společně s dalšími ilegálně opustil Protektorát Čechy a Morava. Pod jeho velením přešla skupina ve složení Bedřich Dvořák, František Fajtl, Rudolf Fiala a Bohuslav Kimlička s převaděčem řídícím učitelem z Horní Bečvy Cyrilem Machem 11. července 1939 na území Polska. Z Polska odplul do francouzského Calais, kam dorazil 30. července. Ve Francii byl nucen podepsat vstup do cizinecké legie, ale vypuknutí druhé světové války způsobilo, že byl přijat do francouzského letectva a začal se v Chartres přeškolovat na tamní techniku. Následně byl zařazen do jednotky GC I/3 a zúčastnil se bitvy o Francii. Létal ve stroji Dewoitine D.520 č. 126. Dne 5. června 1940 se nevrátil z operačního letu, jeho letoun se po sestřelení Messerschmittem Bf 109 v plamenech zřítil u obce Argœuves u Amiens a Otakar Korec byl prohlášen za nezvěstného. Jeho tělo nalezli vesničané asi 300 metrů od trosek letadla. Podle poválečných svědectví se mu podařilo z letadla vyskočit, ale byl na padáku zastřelen německým stíhačem. Jeho tělo bylo pohřbeno na místním hřbitově a jeho přílbu a československý pilotní odznak ukrýval po celou dobu války starosta obce. Po válce byly jeho ostatky přeneseny nejprve na hřbitov do nedalekého Condé-Folie a později na Československý vojenský hřbitov La Targette. Za mrtvého byl oficiálně prohlášen v roce 1947.

## Ocenění in memoriam

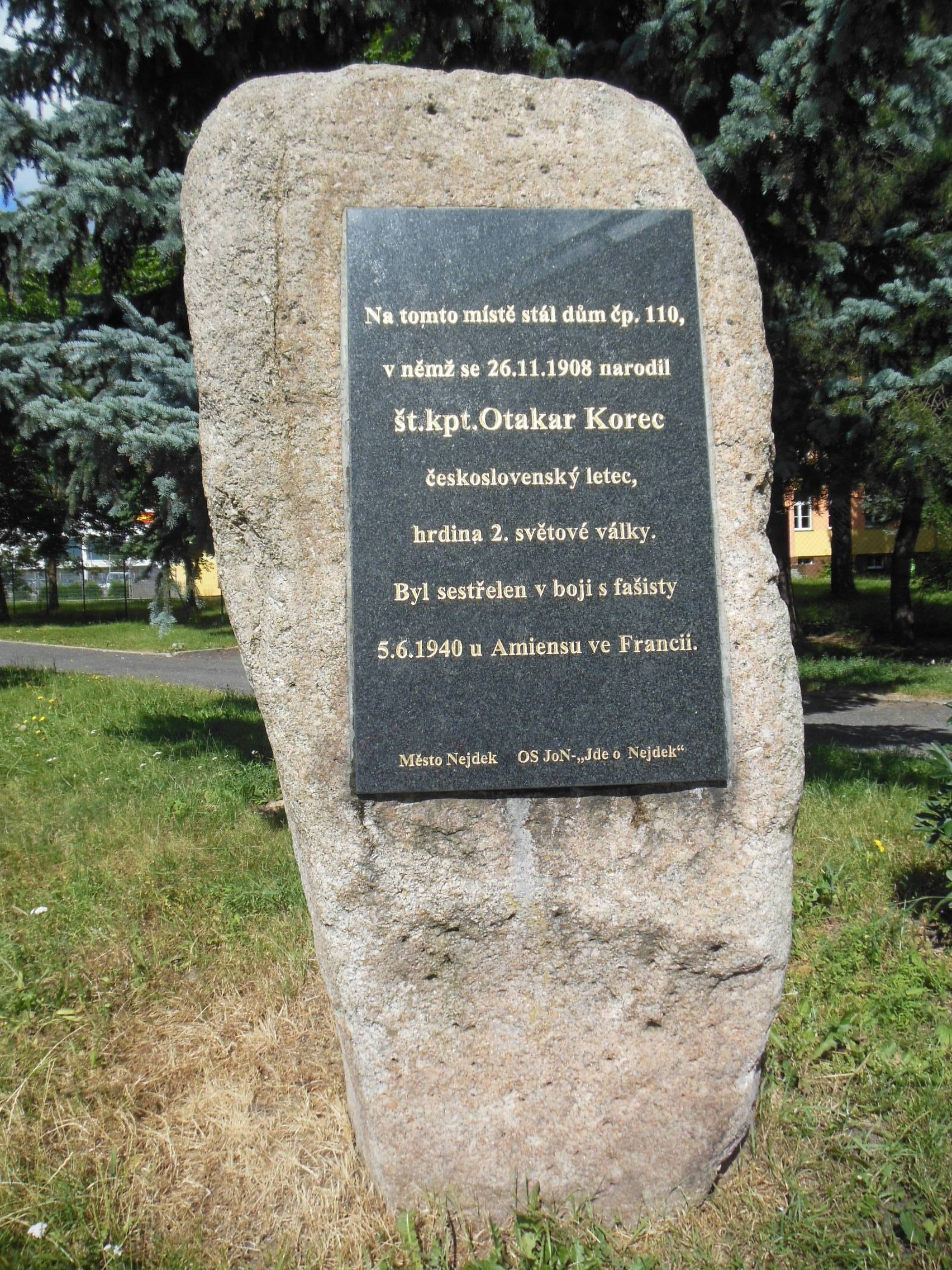
Pomník Otakara Korce v Nejdku

- Otakaru Korcovi byl in memoriam udělen Československý válečný kříž 1939
- Otakar Korec byl in memoriam postupně povýšen do hodnosti štábního kapitána
- V roce 2005 byl Otakaru Korcovi v rodném Nejdku odhalen v místě jeho rodného domu pomník[2][3]